# Jod (Bolschaja Loptjuga)
Der Fluss Jod (russisch Ёд) ist ein linker Nebenfluss der Bolschaja Loptjuga in der russischen Republik Komi.
Der Fluss Jod entspringt an der Grenze zur Oblast Archangelsk. Er fließt in überwiegend nordöstlicher Richtung. Er weist dabei zahlreiche Flussschlingen auf. Nach 151 km trifft er auf die nach Norden fließende Bolschaja Loptjuga, einem linken Nebenfluss der Mesen.
Das Einzugsgebiet umfasst 631 km². Die Siedlung Jodwa (Ёдва) liegt am Mittellauf des Flusses.